# Шишкин, Николай Иванович (физик)
Никола́й Ива́нович Ши́шкин (21 мая 1840 — 8 декабря 1906) — русский педагог и учёный, физик и математик, автор научных и философских трудов, один из основателей гимназии Л. И. Поливанова, приват-доцент Московского университета.

## Биография
Родился в 1840 году в семье пензенских дворян, прошёл гимназический курс в Пензенском дворянском институте. По окончании института поступил на естественное отделение физико-математического факультета Санкт-Петербургского университета, который окончил в 1862 году со степенью кандидата. В студенческие годы сблизился с литературным кружком Семевского, был знаком с Д. И. Писаревым, участвовал в студенческих волнениях. По окончании университетского курса решил посвятить себя астрономии; мечтая работать в Пулковской обсерватории, доступ в которую давала лишь командировка от военного ведомства, поступил на военную службу. Некоторое время служил юнкером лейб-гвардии Павловского полка, однако вышел в отставку вскоре после того, как полк был брошен на подавление Польского восстания.
После неудачной попытки стать астрономом Николай Иванович решил посвятить себя педагогической деятельности. В 1864 году он был назначен старшим учителем математики и физики в Тульской мужской гимназии, а в 1866 году переселился в Москву, где преподавал в юнкерском, будущем Алексеевском, пехотном училище. В 1868 году Шишкин стал одним из основателей частной мужской гимназии Л. И. Поливанова, а в 1873 — женской гимназии С. А. Арсеньевой, в деятельности которых до конца жизни принимал активное участие. С 1876 он также преподавал математику в гимназии Эвениус (впоследствии Пуссель), в которой проработал до 1902 года. В 1885 году Николай Иванович женился на своей ученице по Арсеньевской гимназии Ольге Ивановне Москвиной.
С середины 1880-х годов Шишкин принимал активное участие в деятельности Московского психологического общества; его научные и философские статьи помещались в журнале «Вопросы философии и психологии». В это время он стал известной в московских научных и философских кругах фигурой. Правый кадет.
Зимой 1895 года Николай Иванович заболел воспалением лёгких, которое навсегда подорвало его здоровье. После выздоровления он стал страдать сердечной недостаточностью, и его силы стремительно убывали. Зимой 1906 года он вновь заболел воспалением лёгких и 8 декабря того же года скончался от остановки сердца. Похоронен на кладбище московского Алексеевского монастыря.

Г-на Лопатина прельстило то, что этот образованный человек [Шишкин], очень интересовавшийся Герцем и новой физикой вообще, был не только правым кадетом…, но и глубоко верующим человеком, поклонником философии Вл. Соловьёва…

Несомненно, что г. Лопатин совершенно правильно причислил Шишкина к позитивистам и что этот физик всецело принадлежал к махистской школе новой физики.— Ленин В. И. Материализм и эмпириокритицизм